# Franco Quinteros
Franco quinteros apodado Sugus, (n. Rosario, Provincia de Santa Fe, Argentina; 13 de octubre de 1998) es un futbolista argentino. Juega de lateral izquierdo.

## Carrera

### Inferiores
Quinteros comenzó jugando a los 14 años en Pablo VI, equipo de su ciudad. Allí jugó 20 partidos y convirtió 5 goles.
En 2013 se convierte en jugador de A. D. I. U. R., también de Rosario. Se mantuvo en el club hasta 2015 jugando más de 60 partidos.

### Banfield
Tras su buenos pasos por la provincia de Santa Fe, se convirtió en jugador de C. A. Banfield. En su primer año jugó mayormente en la cuarta, pero también jugó algunos partidos con la Reserva.
En junio de 2019 firmaría su primer contrato con el Taladro. No sería hasta el 26 de enero de 2020 cuando hizo su debut como profesional, ingresando a los 17 minutos del primer tiempo por el lesionado Sebastián Dubarbier, en el empate 3-3 contra Patronato.
Regresó al club, luego de su paso a préstamo por el C. A. Sarmiento (J), donde su vínculo venció el 30 de junio de 2023.
Fue desvinculado del club a mediados de la temporada 2024.

## Estadísticas
- Actualizado hasta el 10 de junio de 2023.

| Club | Div.                | Temporada           | Liga  | Liga  | Liga   | Copas (1) | Copas (1) | Copas (1) | Internacional (2) | Internacional (2) | Internacional (2) | Total (3) | Total (3) | Total (3) |
| Club | Div.                | Temporada           | Part. | Goles | Asist. | Part.     | Goles     | Asist.    | Part.             | Goles             | Asist.            | Part.     | Goles     | Asist.    |
| --- | ------------------- | ------------------- | ----- | ----- | ------ | --------- | --------- | --------- | ----------------- | ----------------- | ----------------- | --------- | --------- | --------- |
| Banfield Argentina | 1.ª                 | 2019/20             | 3     | 0     | 0      | 0         | 0         | 0         | -                 | -                 | -                 | 3         | 0         | 0         |
| Banfield Argentina | 1.ª                 | 2020-21             | -     | -     | -      | 9         | 0         | 0         | -                 | -                 | -                 | 9         | 0         | 0         |
| Banfield Argentina | 1.ª                 | 2021                | 14    | 0     | 1      | 0         | 0         | 0         | -                 | -                 | -                 | 14        | 0         | 1         |
| Banfield Argentina | 1.ª                 | 2022                | 0     | 0     | 0      | 12        | 0         | 0         | 4                 | 0                 | 1                 | 16        | 0         | 1         |
| Banfield Argentina | 1.ª                 | 2023                | 0     | 0     | 0      | 0         | 0         | 0         | -                 | -                 | -                 | 0         | 0         | 0         |
| Banfield Argentina | Total club          | Total club          | 17    | 0     | 1      | 21        | 0         | 0         | 4                 | 0                 | 1                 | 42        | 0         | 2         |
| Sarmiento Argentina | 1.ª                 | 2022                | 14    | 2     | 0      | 0         | 0         | 0         | -                 | -                 | -                 | 14        | 2         | 0         |
| Sarmiento Argentina | 1.ª                 | 2023                | 10    | 0     | 0      | 1         | 0         | 0         | -                 | -                 | -                 | 11        | 0         | 0         |
| Sarmiento Argentina | Total club          | Total club          | 24    | 2     | 0      | 1         | 0         | 0         | 0                 | 0                 | 0                 | 25        | 2         | 0         |
| Total en su carrera | Total en su carrera | Total en su carrera | 41    | 2     | 1      | 22        | 0         | 0         | 4                 | 0                 | 1                 | 67        | 2         | 2         |
| (1) Incluye datos de la Copa Argentina, Copa de la Superliga Argentina y Copa de la Liga Profesional. (2) Incluye datos de Copa Libertadores y Copa Sudamericana. |                     |                     |       |       |        |           |           |           |                   |                   |                   |           |           |           |